# 廉價把戲
廉價把戲（英語：Cheap Trick）是於1973年在伊利諾州羅克福德成立的美國搖滾樂團。經典陣容包括了主唱羅賓·贊德爾、吉他手瑞克·尼爾森、貝斯手湯姆·彼特森和鼓手本·E·卡洛斯。
廉價把戲於1977年發行了首張專輯，而當年晚些釋出的第二張專輯《In Color》使他們成功在日本打響名號。樂團接著在1979年以突破性的現場專輯《Cheap Trick at Budokan》在美國得以成為主流大團。廉價把戲在當年以單曲〈I Want You to Want Me〉佔領美國排行榜前十名，並在1988年憑藉〈The Flame〉榮登排行榜榜首。
廉價把戲經歷了幾次人氣的復甦，並已售出超過2000萬張專輯。樂團仍舊在持續巡演，至今已演出超過5000場。2016年4月8日，廉價把戲入選搖滾名人堂。

## 成員
現任成員
- 羅賓·贊德爾（Robin Zander） – 主唱、節奏吉他背景和聲 (1974–現在)
- 瑞克·尼爾森（Rick Nielsen） – 主音吉他、鍵盤、背景和聲 (1973–現在)
- 湯姆·彼特森（Tom Petersson） – 貝斯、背景和聲 (1973–1980、1987–現在)
- 達克斯·尼爾森（Daxx Nielsen） – 爵士鼓 (2010–現在；2001年為巡演客座樂手)

前成員
- 蘭迪·霍根（Randy Hogan） – 主唱 (1974)
- 皮特·科米塔（Pete Comita） – 貝斯、背景和聲 (1980–1981)
- 瓊·布蘭特（Jon Brant） – 貝斯、背景和聲 (1981–1987、2004–2005、2007；1999年一次性出場)
- 本·E·卡洛斯（Bun E. Carlos） – 爵士鼓、部分背景和聲 (1973–2010)

前巡演客座樂手
- 菲爾·克里斯蒂安（Phil Cristian） – 鍵盤、背景和聲 (1982–1986、2008–2011、2013；2002年、2012年、2014年、2015年、2016年一次性出場)
- 史蒂夫·沃爾什（英语：Steve Walsh (musician)）（Steve Walsh） – 鍵盤、背景和聲 (1985)
- 馬克·拉迪斯（Mark Radice） – 鍵盤、背景和聲 (1985)
- 陶德·霍華斯（Tod Howarth） – 鍵盤、背景和聲 (1986–1987、1990–1996、2000、2008)

## 作品
錄音室專輯
- 《Cheap Trick（英语：Cheap Trick (1977 album)）》（1977年2月）
- 《In Color（英语：In Color (album)）》（1977年9月）
- 《Heaven Tonight（英语：Heaven Tonight）》（1978年4月）
- 《Dream Police（英语：Dream Police）》（1979年9月21日）
- 《All Shook Up（英语：All Shook Up (Cheap Trick album)）》（1980年10月24日）
- 《One on One（英语：One on One (Cheap Trick album)）》（1982年4月30日）
- 《Next Position Please（英语：Next Position Please）》（1983年8月15日）
- 《Standing on the Edge（英语：Standing on the Edge (Cheap Trick album)）》（1985年7月19日）
- 《The Doctor（英语：The Doctor (Cheap Trick album)）》（1986年11月）
- 《Lap of Luxury（英语：Lap of Luxury）》（1988年4月12日）
- 《Busted（英语：Busted (Cheap Trick album)）》（1990年6月27日）
- 《Woke Up with a Monster（英语：Woke Up with a Monster）》（1994年3月4日）
- 《Cheap Trick（英语：Cheap Trick (1997 album)）》（1997年4月29日）
- 《Special One（英语：Special One）》（2003年7月22日）
- 《Rockford（英语：Rockford (album)）》（2006年6月6日）
- 《The Latest（英语：The Latest）》（2009年6月23日）
- 《Bang, Zoom, Crazy... Hello》（2016年4月1日）
- 《We're All Alright!》（2017年6月16日）
- 《Christmas Christmas（英语：Christmas Christmas）》（2017年10月20日）

## 註記
1. 1 2 3  直至2016年，本·E·卡洛斯依舊擁有樂團四分之一的所有權和成員身分，但不再與樂團一起巡演和錄製作品。達克斯·尼爾森則自2010開始擔任院團鼓手至今。尼爾森也為樂團2016年的專輯《Bang, Zoom, Crazy... Hello》與2017年的專輯《We're All Alright!》錄製鼓組部分。

## 外部連結
- 官方网站
- 摇滚名人堂上的廉價把戲